# Plagiomyia turbida
Plagiomyia turbida là một loài ruồi trong họ Tachinidae.